# Thorpe (North Yorkshire)
Thorpe – wieś w Anglii, w hrabstwie North Yorkshire, w dystrykcie (unitary authority) North Yorkshire. Leży 60 km na zachód od miasta York i 309 km na północny zachód od Londynu.